# Oliva de la Frontera
Oliva de la Frontera je španělská obec situovaná v provincii Badajoz (autonomní společenství Extremadura).

## Poloha
Obec je vzdálena 19,6 km od města Jerez de los Caballeros, 57 km od města Zafra, 81 km od Badajozu a 173 km od města Huelva. Patří do okresu Sierra Suroeste a soudního okresu Jerez de los Caballeros. Obcí prochází silnice EX-112.

## Historie
V roce 1834 se obec stává součástí soudního okresu Jerez de los Caballeros. V roce 1842 čítala obec 856 usedlostí a 3410 obyvatel.

## Demografie
| 1787  | 1792  | 1813  | 1842  | 1845   | 1850   | 1857   | 1860   | 1864   | 1875  | 1877  |
| 2 540 | 2 660 | 2 766 | 3 410 | 3 410  | 3 500  | 4 243  | 4 290  | 4 290  | 4 500 | 5 599 |
| 1887  | 1897  | 1900  | 1910  | 1920   | 1930   | 1940   | 1950   | 1960   | 1970  | 1981  |
| 6 413 | 7 453 | 8 348 | 8 577 | 10 016 | 11 262 | 11 330 | 12 710 | 11 312 | 8 560 | 6 174 |
| 1986  | 1991  | 1996  | 2001  | 2002   | 2004   | 2005   | 2006   | 2007   | 2008  | 2010  |
| 7 011 | 6 588 | 6 531 | 5 834 | 6 066  | 5 834  | 5 881  | 5 657  | 5 718  | 5 676 | 5 573 |

## Partnerská města
- Caldas da Rainha, Portugalsko

## Odkazy

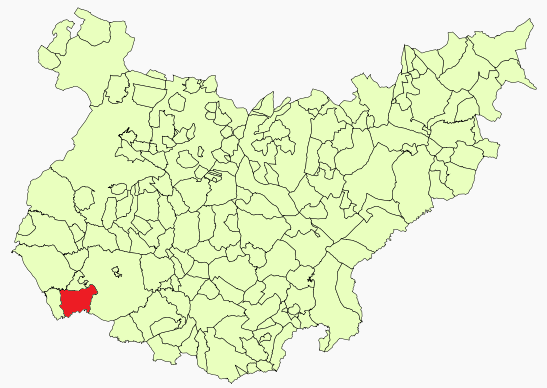
Poloha obce v provincii Badajoz